# 夏马勒巴格镇
夏马勒巴格镇，是中华人民共和国新疆维吾尔自治区喀什地区喀什市下辖的一个乡镇级行政单位。

## 行政区划
夏马勒巴格镇下辖以下地区：
夏马勒巴格村、索喀库勒贝希村、库如克铁热克村、斯尔克其村、托格拉克力克麻扎村、科克艾日克霍依拉村、亚勒古孜开比日村、吐尕依兰干村、加拉买里斯村、克孜勒都维村、玉吉米力克村、艾斯克萨村、阿亚格帕合太克里村和苏孜克布拉克村。